# Brasão de São Luís (Maranhão)
O brasão de São Luís foi autorizado pelo Decreto Municipal 13 de 21de fevereiro de 1998, gestão do prefeito Jayme Tavares, publicado no Diário Oficial do Estado em 28 de junho de 1927 e republicado em 2 de julho de 1927 devido a incorreções. O estudo foi efetuado pelo Instituto de História e Geographia do Maranhão, liderado pelo Professor Antônio Lopes da Cunha, membro da Academia Maranhense de Letras. .
Escudo francês representa o estado do Maranhão em campo blau (azul). A disposição das estrelas em prata (branco) inscritas em campo blau (azul) no escudo são as mais brilhantes da constelação das Plêiades, vistas a olho nu no céu. Elas representam São Luís como a "Atenas Brasileira" e fazem referência ao Grupo Maranhense que se destacou na história da literatura nacional, sendo eles: Gonçalves Dias, João Lisboa, Odorico Mendes, Gomes de Sousa, Sotero Reis, Henriques Leal e Belarmino de Matos. Plêiades ou Atlântidas na mitologia grega são as sete filhas de Atlas e Plêione que perseguidas pelo caçador Orión, apelam por socorro a Júpiter que as transformam em pombas fixas no céu. No caso do sinete, elas evocam os sete grandes poetas da época helenística que, no reinado de Ptolomeu Filadelfo (285 a 247 anos antes de Cristo) se constituíram, em Alexandria, numa sociedade literária a que chamaram de Plêiade.
O escudete representa a ilha de São Luís (Upaon-Açu na língua indígena) em posição equivalente ao do mapa do estado. Na esfera central, uma tríade de flores de lis em jalne (ouro), símbolo sacro francês e nome da cidade em homenagem a Luís XIII. Além da simbologia sagrada que encerra a tríade no alto sob mar sinople (verde). A tríade também representa as naus francesas Regente, Charlotte e Saint’Anne da expedição de La Ravardiàre de 1612. Uma cruz contendo cinco quinas em blau (azuis), símbolo português sob fundo prata (branco), indicando a paz como propósito fim e a influência desta nação sobre a história da cidade.
A coroa mural apresenta oito torres ameadas (três de fundo, invisível) e de ouro por se tratar de cidade capital de estado. Ramos de louro sugerem a intrepidez e virtude do povo ludovicense. Um momento histórico em que estas características se evidenciaram foi na invasão holandesa no período de 1641 a 1644. O ano 1685 em sable (preto) evoca a chamada Revolta de Bequimão (anos de 1684 a 1685) contra o monopólio do Estanco, explorado pela Companhia de Comércio do Maranhão e que terminou com o sacrifício do lisboeta Manuel Beckman em 2 de novembro de 1685 que morreu enforcado, justificando o listel em goles (vermelho).
A presença de elementos sagrados no brasão como a trindade da flor de lis das naus francesas, a cruz na representação portuguesa e por fim, a simbologia das Plêiades indicam São Luís como uma cidade estratégica também do ponto de vista espiritualista. Conforme citação a seguir:
“... percebemos que a empresa da conquista do Maranhão está inserida em uma ordem teológico política... a expansão portuguesa, inscreve-se no sentido meta-histórico da história – a dilatação do reino de Deus – é não só querida e aprovada, mas até sobrenaturalmente apoiada pelas forças celestes.” Assim, os relatos de aparições de santos durante as batalhas com franceses e os apelos ao sagrado eram utilizados para explicar, justificar e legitimar a conquista do Maranhão, configurando uma batalha pelas armas e pelas letras....